# 女星社旧址
女星社旧址是邓颖超在天津创办的妇女运动的团体女星社所在地的旧址。女星社于1923年4月25日成立，起初设在河北区中山路五昌里10号，后迁至河北区中山路达仁里10号。1992年，天津市市委和天津市人民政府经中宣部批准在今天津市河北区三马路三戒里49号修建邓颖超纪念馆，并将女星社旧址迁移至此，该建筑目前为天津市文物保护单位和特殊保护等级历史风貌建筑。现为天津邓颖超纪念馆。

## 历史
女星社是邓颖超在天津创办的妇女运动的团体，创办了《女星》旬刊，《妇女回报》。女星社在天津设立了妇女补习学校，推行女子教育并开展了各种活动（如悼念列宁、纪念“五四”、参加“五卅”运动等）。女星社作为早期妇女运动组织，对中国妇女解放运动产生了广泛影响。
女星社旧址，原在河北区达仁里2号（原10号），1992年，天津市市委和天津市人民政府经中宣部批准在今河北区三马路三戒里49号修建邓颖超纪念馆，并将“女星社”旧址迁移至此，工程施工中完全保持了二十年代女星社的建筑风格。

## 邓颖超纪念馆
邓颖超纪念馆面积二百多平方米，共设十间陈列室。馆名由江泽民题写，由雕塑家潘鹤雕塑的高1.2米的青年邓颖超半身青铜塑像，安放在纪念馆正门中央的白色大理石地面上，由黑色花岗石基座托起。纪念馆内存有100多张照片及100多件文物、资料组成了长79米的展牌，分“革命生涯的起点”、“职业革命家的光辉历程”、“情系海河”、“风范永存”四部分。

## 内部链接
- 邓颖超
- 觉悟社旧址